# Castellanos (departamento)
| Departamento Castellanos | Departamento Castellanos |
| ------------------------ | --- |
| País:                    | Argentina |
| Província:               | Santa Fé |
| Capital:                 | Rafaela |
| Superfície:              | 6.600 km² |
| População:               | 168.984 (IDEC - 2005) |
| Densidade:               | 25,6 hab/km² |
| Municípios e Comunas:    | - Aldao - Angélica - Ataliva - Aurelia - Bauer y Siger - Bella Italia - Castellanos - Colonia Bicha - Colonia Bigand - Colonia Cello - Colonia Iturraspe - Colonia Margarita - Colonia Raquel - Coronel Fraga - Egusquiza - Esmeralda - Estación Clucellas - Eusebia y Carolina - Eustolia - Fidela - Frontera - Galisteo - Garibaldi - Hugentobler - Humberto Primo - Josefina - Lehmann - María Juana - Mauá - Plaza Clucellas - Presidente Roca - Pueblo Marini - Rafaela - Ramona - Saguier - San Antonio - San Vicente - Santa Clara de Saguier - Sunchales - Susana - Tacural - Tacurales - Vila - Villa San José - Virginia - Zenón Pereyra |
| Localização na província | |
| Departamento             | |

Departamento Castellanos é um departamento da província de Santa Fé, na Argentina.